# Вентуроза
Вентуроза (порт. Venturosa) — муниципалитет в Бразилии, входит в штат Пернамбуку. Составная часть мезорегиона Сельскохозяйственный район штата Пернамбуку. Входит в экономико-статистический микрорегион Вали-ду-Ипанема. Население составляет 15 576 человек на 2007 год. Занимает площадь 338 км². Плотность населения — 46,08 чел./км².
Праздник города — 20 марта. 

## История
Город основан в 1962 году.

## Статистика
- Валовой внутренний продукт на 2004 год составляет 40 481 000 реалов (данные: Бразильский институт географии и статистики).
- Валовой внутренний продукт на душу населения на 2004 год составляет 2855 реалов (данные: Бразильский институт географии и статистики).
- Индекс развития человеческого потенциала на 2000 год составляет 0,633 (данные: Программа развития ООН).